# Calotes manamendrai
Calotes manamendrai  (Lagarto silbador de Manamendra-Arachchi) es una especie de iguanios de la familia Agamidae.

## Distribución geográfica yhábitat
Es endémica de Sri Lanka. Su rango altitudinal oscila alrededor de 1000 m s. n. m..